# 이마데가와인노 고노에
이마데가와인 코노에(일본어: 今出川院近衛/今出河院近衛 いまでがわいんのこのえ[*], 생몰년 미상)는 가마쿠라 시대 중기의 여류 가인이다.
후지와라 북가 모로자네류 오오이노미카도가 서류인 타카츠카사가 출신으로, 아버지는 다이나곤 타카츠카사 (후지와라노) 코레히라이다. 온메이몬인 오오이노미카도 레이시 (츠치미카도 천황의 중궁)은 왕고모이다. 이마데가와인 사이온지 키시 (카메야마 천황의 중궁)을 섬겼다.

『쇼쿠코킨와카슈(続古今和歌集)』 이하 칙찬와카집에 26수를 입집했다. 『와칸겸작집(和漢兼作集)』에는 와카뿐만 아니라  한시도 싣게 되었다. 『츠레즈레구사(徒然草)』 67단에 다음과 같은 기술이 있어, 그녀가 당시 가단에서 명성을 얻었음을 알 수 있다.
「今出川院近衛とて、集どもにあまた入りたる人は、若かりける時、常に百首の歌を詠みて、かの二つの社の御前の水にて書きて、手向けられけり。まことにやんごとなき誉れありて、人の口にある歌多し。作文・詞序など、いみじく書く人なり。」

이마데가와인 코노에라는 이름의 가인은 많은 가집에서 우타가 선택받은 여성이지만, 젊었을 때부터 항상 백수의 우타를 부르는 듯한 재원으로. 이와모토 신사와 하시모토 신사 앞의 물로 먹을 갈아서 우타를 써서 신사에 봉납하고 있었다. 이들 신사의 참 좋은 효험이 있어 사람들의 입에 오를 만한 좋은 우타를 많이 불렀다고 한다. 그녀는 한문이나 한시의 서문 등도 능숙하게 쓰는 뛰어난 사람이었다.
我が涙かかれとてしも黒髪のながくや人にみだれそめにし (신센자이와카슈 1215)
恨みてもなほ慕ふかな恋しさのつらさに負くるならひなければ (신슈이와카슈 1355)